# Список медиапродукции серии StarCraft
StarCraft это научно-фантастическая медиафраншиза, основанная на серии компьютерных игр в жанре стратегии в реальном времени, разработанных и изданных компанией Blizzard Entertainment. Серия включает в себя несколько игр, содержащих основную сюжетную линию: StarCraft, дополение к нему — StarCraft: Brood War, и трилогию StarCraft II. Кроме того, серия содержит медиапродукцию, включающую в себя побочные компьютерные игры, настольные игры, новеллизации, графические новеллы. Действие сюжетной линии разворачивается в 26 веке в отдалённой части галактики Млечный Путь вокруг борьбы трёх рас за господство в секторе: терранов, людей-изгнанников с Земли, которые умело приспосабливаются к любой ситуации; зергов, расы инсектоидов, одержимой стремлением к генетическому совершенствованию путём ассимиляции других рас; и протоссов, гуманоидной расы с высокоразвитыми технологиями и псионными способностями, пытающейся спасти от зергов свою цивилизацию и строгий философский образ жизни.
Задуманная Крисом Метценом и Джеймсом Финни, серия StarCraft стала коммерчески успешной и получила хорошие отзывы критиков. Считается, что первая игра StarCraft оказала большое влияние на жанр стратегий в реальном времени. Вместе с официальным дополнением Brood War было продано свыше 10 миллионов копий StarCraft по всему миру. StarCraft остаётся одной из самых популярных сетевых игр в мире; Blizzard Entertainment сообщали об увеличении используемости сервиса Battle.net на 800 процентов после выпуска игры в 1998 году. Серия стала особенно популярной в Южной Корее, где сформировалась успешная киберспортивная система.

## Игры

### Компьютерные игры
| Игра | Дата выпуска                    | Дата выпуска                    | Дата выпуска |  |
| Игра | Северная Америка                | Регион PAL                      |              |  |
| --- | ------------------------------- | ------------------------------- | ------------ |  |
| |                                 |                                 |              |  |
| StarCraft | 31 марта 1998 года              | 31 марта 1998 года              |              |  |
| Примечания: - Разработана Blizzard Entertainment, и выпущена для Microsoft Windows. - Установила стандарты стратегий в реальном времени и создала успешную киберспортивную систему; особо популярна в Южной Корее. - Портирована для Mac OS в марте 1999 года.                                                              |                                 |                                 |              |  |
| StarCraft: Insurrection | 31 июля 1998 года               | 31 июля 1998 года               |              |  |
| Примечания: - Одобренное дополнение для StarCraft, разработанное компанией Aztech New Media. - Содержит 3 кампании, сюжет которых разворачивается вокруг малой планеты. Действие параллельно первой кампании оригинальной игры. Также добавляет карты для многопользовательской игры.                                       |                                 |                                 |              |  |
| StarCraft: Retribution | Конец 1998 года                 | Конец 1998 года                 |              |  |
| Примечания: - Одобренное дополнение для StarCraft, разработанное компанией Stardock и выпущенное WizardWorks Software. - Содержит 3 кампании, сюжет которых разворачивается вокруг найденного древнего артефакта. Как и Insurrection содержит набор карт для многопользовательской игры.                                    |                                 |                                 |              |  |
| StarCraft: Brood War | 30 ноября 1998 года             | Март 1999 года                  |              |  |
| Примечания: - Официальное дополнение для StarCraft, разработанное Blizzard Entertainment и Saffire, и выпущенное для Microsoft Windows и Mac OS. - Сюжет подхватывает и продолжает сюжет оригинальной игры. - Совершенствует игровой баланс StarCraft; используется как основа для киберспортивных состязаний по StarCraft. |                                 |                                 |              |  |
| StarCraft 64 | 13 июня 2000 года               | 16 June 2000                    |              |  |
| Примечания: - Версия StarCraft и Brood War для Nintendo 64, портированная Mass Media Interactive Entertainment - Включает дополнительную секретную миссию, дополняющую историю персонажа Алексея Стукова. |                                 |                                 |              |  |
| StarCraft II: Wings of Liberty | 27 июля 2010 года               | 27 июля 2010 года               |              |  |
| Примечания: - Разработана Blizzard Entertainment для Windows и Mac OS X. - События игры разворачиваются через 4 года после окончания Brood War. - Представляет собой первую часть задуманной трилогии, сюжет кампании сфокусирован на терранах.                                                                             |                                 |                                 |              |  |
| StarCraft II: Heart of the Swarm | 12 марта 2013                   | 12 марта 2013                   |              |  |
| Примечания: - Разработана Blizzard Entertainment для Windows и Mac OS X. - Вторая часть трилогии, сюжет кампании сфокусирован на зергах. |                                 |                                 |              |  |
| StarCraft II: Legacy of the Void | 10 ноября 2015                  | 10 ноября 2015                  |              |  |
| Примечания: - Разработана Blizzard Entertainment для Windows и Mac OS X. - Третья часть трилогии, сюжет кампании будет сфокусирован на протоссах. |                                 |                                 |              |  |
| StarCraft II: Nova Covert Ops | 2016                            | 2016                            |              |  |
| Примечания: - Разработана Blizzard Entertainment для Windows и Mac OS X. - Сюжет происходит после событий Legacy of the Void. Главным героем является Нова. |                                 |                                 |              |  |
| StarCraft: Ghost | Отложено на неопределенный срок | Отложено на неопределенный срок |              |  |
| Примечания: - Стелс-экшен, разработка которого велась Blizzard Entertainment, а до этого — Nihilistic Software и Swingin' Ape Studios. - Побочная сюжетная линия с новым персонажем — призраком по имени Нова. - Известна своей длительной разработкой; на данный момент разработка игры заморожена.                        |                                 |                                 |              |  |

### Другие игры
| |                   |                 |  |  |
| StarCraft Adventures | Июль 2000 года    | Ролевая игра    |  |  |
| Примечания: - Настольная игра, основанная на игровой системе Alternity                                                                                                |                   |                 |  |  |
| StarCraft: The Board Game | Октябрь 2007 года | Настольная игра |  |  |
| Примечания: - Настольная игра для двух — шести игроков производства Fantasy Flight Games - Победитель конкурса «Best Board Game» конвенте Origins Game Fair 2008 года |                   |                 |  |  |

## Саундтреки
| Название | Название                      | Дата выпуска         | Длительность | Лейбл                    |
| --- | ----------------------------- | -------------------- | ------------ | ------------------------ |
| |                               |                      |              |                          |
| StarCraft: Game Music Vol. 1 | StarCraft: Game Music Vol. 1  | Январь 2000 года     | 56:49        | Net Vision Entertainment |
| Примечания: - Comprised predominantly of tracks inspired by StarCraft and produced by South Korean DJs; a small number of original game tracks composed by Glenn Stafford, Derek Duke, Jason Hayes and Tracy W. Bush were included. - Discontinued, previously sold through Blizzard Entertainment’s online store. |                               |                      |              |                          |
| StarCraft Original Soundtrack | StarCraft Original Soundtrack | 10 августа 2008 года | 63:34        | Azeroth Music            |
| Примечания: - Включает треки, написанные Гленом Стаффордом, Дереком Дьюком, Джейсоном Хейсом и Трейси В. Буш для игровых тем и кат-сцен. - Выпущено онлайн через iTunes. |                               |                      |              |                          |

## Печатная продукция
| Название | Дата выпуска             | ISBN                   | Тип                 |
| --- | ------------------------ | ---------------------- | ------------------- |
| |                          |                        |                     |
| StarCraft: Revelations | 29 марта 1999 года       | —                      | Рассказ             |
| Примечания: - Написан Крисом Метценом и Сэмом Муром (англ. Sam Moore); опубликован в журнале Amazing Stories. - Был сопровождён иллюстрацией Сэмуайза Дидье, расположенной на обложке журнала.                                         |                          |                        |                     |
| StarCraft: Hybrid | Второй квартал 2000 года | —                      | Рассказ             |
| Примечания: - Написан Майки Нейлсоном (англ. Micky Neilson) и опубликован в журнале Amazing Stories. - Был сопровождён иллюстрацией Сэмуайза Дидье.                                                                                    |                          |                        |                     |
| StarCraft: Uprising | 18 декабря 2000 года     | ISBN 978-0-7434-1898-0 | Новеллизация        |
| Примечания: - Написана Майки Нейлсоном и опубликован Simon & Schuster, изначально доступна только в виде электронной книги. - Приквел StarCraft, сюжет сфокусирован на истории Сары Керриган.                                          |                          |                        |                     |
| StarCraft: Liberty's Crusade / «Крестовый поход Либерти» | 1 марта 2001 года        | ISBN 978-0-671-04148-9 | Новеллизация        |
| Примечания: - Написана Джеффом Граббом и опубликована Simon & Schuster. - Адаптация первой кампании StarCraft. - Официально издана на русском языке в переводе В. Кнари в 2006 году.                                                   |                          |                        |                     |
| StarCraft: Shadow of the Xel'Naga | 1 июля 2001 года         | ISBN 978-0-671-04149-6 | Новеллизация        |
| Примечания: - Написана Кевином Джей Андерсоном под псевдонимом Гэбриэл Места и опубликована Simon & Schuster. - Действие происходит в промежутке между StarCraft и Brood War, сюжет разворачивается вокруг находки артефакта Зел-нага. |                          |                        |                     |
| StarCraft: Speed of Darkness | 1 июня 2002 года         | ISBN 978-0-671-04150-2 | Новеллизация        |
| Примечания: - Написана Трейси Хикманом и опубликована Simon & Schuster. - Побочная история, действие которой разворачивается во время первой кампании StarCraft, повествует о жизни отдельных пехотинцев Конфедерации.                 |                          |                        |                     |
| StarCraft: Queen of Blades | 1 июня 2006 года         | ISBN 978-0-7434-7133-6 | Новеллизация        |
| Примечания: - Написана Аароном С. Розенбергом (англ. Aaron S. Rosenberg) и опубликована Simon & Schuster. - Адаптация второй кампании StarCraft.                                                                                       |                          |                        |                     |
| StarCraft Ghost: Nova: Ghost Series#1 | 28 ноября 2006 года      | ISBN 978-0-7434-7134-3 | Новеллизация        |
| Примечания: - Написана Кейтом Р. А. ДиКандидо (англ. Keith R.A. DeCandido) и опубликована Simon & Schuster. - Действие разворачивается во время первой кампании StarCraft, повествует об истории Новы.                                 |                          |                        |                     |
| StarCraft: The Dark Templar Saga #1: Firstborn | 22 мая 2007 года         | ISBN 978-0-7434-7125-1 | Новеллизация        |
| Примечания: - Написана Кристи Голден (англ. Christie Golden) и опубликована Simon & Schuster. - Приквел StarCraft II, повествует о раскопках артефактов Зел-Нага и истории протоссов.                                                  |                          |                        |                     |
| The StarCraft Archive | 13 ноября 2007 года      | ISBN 978-1-4165-4929-1 | Антология           |
| Примечания: - Сборник ранних романов, опубликован Simon & Schuster. - Состоит из Uprising, Liberty’s Crusade, Shadow of the Xel’Naga и Speed of Darkness.                                                                              |                          |                        |                     |
| StarCraft: The Dark Templar Saga #2: Shadow Hunters | 27 ноября 2007 года      | ISBN 978-1-4165-8003-4 | Новеллизация        |
| Примечания: - Написана Кристи Голден и опубликована Simon & Schuster - Приквел StarCraft II, продолжает сюжет Firstborn. |                          |                        |                     |
| StarCraft: Frontline | Август 2008 года         | ISBN 978-1-4278-0721-2 | Графическая новелла |
| Примечания: - Написана Ричардом Кнааком и опубликована Tokyopop. - Сборник коротких рассказов, действие которых разворачивается до StarCraft II, изучает точки зрения трёх основных рас.                                               |                          |                        |                     |
| StarCraft: I, Mengsk | 30 декабря 2008 года     | ISBN 978-1-4165-5083-9 | Новеллизация        |
| Примечания: - Написана Грэмом Макниллом и опубликована Simon & Schuster. - Рассказывает об истории семьи Менгсков: Ангусе Менгске, Арктуре Менгске и Валериане Менгске.                                                                |                          |                        |                     |
| StarCraft: The Dark Templar Saga #3: Twilight | 30 июня 2009 года        | ISBN 978-0-7434-7129-9 | Новеллизация        |
| Примечания: - Написана Кристи Голден и опубликована Simon & Schuster. - Приквел StarCraft II, завершает сюжетную линию The Dark Templar Saga.                                                                                          |                          |                        |                     |
| StarCraft: Ghost Academy | 1 января 2010 года       | ISBN 978-142-781-612-2 | Графическая новелла |
| Примечания: - Написана Кейтом Р. А. ДиКандидо и опубликована издательством Tokyopop. - Повествует об обучении Новы как агента разведки, но сюжетная линия не пересекается с StarCraft Ghost: Nova.                                     |                          |                        |                     |
| StarCraft II: Heaven’s Devils | 6 апреля 2010 года       | ISBN 1416-55084-4      | Новеллизация        |
| Примечания: - Написана Уильямом Дитцем (англ. William C. Dietz). - Повествует о событиях молодости Джима Рейнора. |                          |                        |                     |
| StarCraft II: Devils' Due / «Долги Дьяволов» | 11 апреля 2011 года      | ISBN 1416-55085-2      | Новеллизация        |
| Примечания: - Написана Кристи Голден и опубликована Simon & Schuster. - Продолжение книги StarCraft II: Heaven’s Devils. - Официально издана на русском языке в переводе А. Хромовой в 2011 году.                                      |                          |                        |                     |
| StarCraft Ghost: Spectres: Ghost Series#2 | 27 сентября 2011 года    | ISBN 978-143-910-938-0 | Новеллизация        |
| Примечания: - Написана Кейтом Р. А. ДиКандидо и опубликована Simon & Schuster. - Продолжение StarCraft Ghost: Nova. |                          |                        |                     |
| StarCraft II: Flashpoint / «Точка возгорания» | 6 ноября 2012 года       | ISBN 1451-65962-8      | Новеллизация        |
| Примечания: - Написана Кристи Голден и опубликована Simon & Schuster. - Описывает события между Wings of Liberty и Heart of the Swarm. - Официально издана на русском языке в переводе М. Новыша в 2012 году.                          |                          |                        |                     |

## Другая продукция
| |                          |                                                     |  |  |
| StarCraft Battle Chest | 31 декабря 1999 года     | Сборник компьютерных игр                            |  |  |
| Примечания: - Содержит игры StarCraft и Brood War для Windows и Mac OS, а также официальное руководство по прохождению обеих игр от Prima Games.                                  |                          |                                                     |  |  |
| |                          |                                                     |  |  |
| StarCraft Cinematics DVD | Первый квартал 2001 года | Коллекция кинематографического внутриигрового видео |  |  |
| Примечания: - Коллекционный DVD, содержащий высококачественные версии внутриигрового видео, использованного в StarCraft и Brood War, вместе с аудиокомментариями и концепт-артом. |                          |                                                     |  |  |